# Герб Онгерманланду
Герб Онгерманланду (швед. Ångermanlands vapen) — символ історичної провінції (ландскапу) Онгерманланд. 
Також використовується як елемент символу сучасного адміністративно-територіального утворення лену Вестерноррланд.

## Історія
Герб ландскапу відомий з опису похорону короля Густава Вази 1560 року. Спершу представляв лосося, який перестрибує через сітку. Пізніше використовувались сюжети з трьома лососями та сіткою, або без сітки. Остаточний вигляд герба усталено 1885 року. В 1991 році визначено червоний колір плавників.

## Опис (блазон)
У синьому полі три срібні лососі з червоними плавниками і хвостами, один над одним, середній повернутий ліворуч, два інші — праворуч.

## Зміст
Лосось уособлює розвинуті в провінції риболовецькі промисли. 
Герб ландскапу може увінчуватися герцогською короною.